# Perboewatan

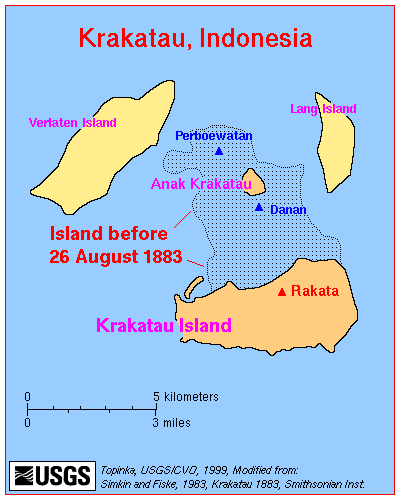
Mappa di Krakatoa con la posizione della caldera Perboewatan.

Perboewatan era uno dei tre vulcani che formavano l'isola di Krakatoa situata nello stretto della Sonda tra Sumatra e Giava in Indonesia. Gli altri due coni sono Danan e Rakata.
Era il cono vulcanico più basso (122 m.s.l.m.) e più settentrionale, fu completamente distrutto durante l'eruzione del 1883.